# فینال جام حذفی فوتبال انگلستان ۱۸۹۵
فینال جام حذفی فوتبال انگلستان ۱۸۹۵، رقابت پایانی جام حذفی فوتبال انگلستان در سال ۱۸۹۵ میلادی است که مابین دو تیم باشگاه فوتبال استون ویلا و باشگاه فوتبال وست برومویچ در کریستال پالاس لندن برگزار شده‌است.
این مسابقه که در تاریخ ۲۰ آوریل ۱۸۹۵ انجام شده‌است با نتیجه ۱ بر ۰ به سود تیم باشگاه فوتبال استون ویلا به پایان رسید.